# Столничены (Единецкий район)
Столничены, также Столничаны (рум. Stolniceni, Столничень), — село в Единецком районе Молдавии. Относится к сёлам, не образующим коммуну.

## География
Село расположено на высоте 128 метров над уровнем моря на реке Чухур, в 18 км от города Единцы и 12 км от железнодорожной станции Братушаны.
На окраине села Стольничаны располагается парк, основанный в 1910 году, площадью 3 га. В парке произрастает 25 видов деревьев и кустарников, большей частью из других природных зон. Есть ряд уникальных для Молдовы экземпляров: тополь Симона и пихта высотой 12 м.

## Население
По данным переписи населения 2004 года, в селе Столничаны проживает 1504 человека (711 мужчин, 793 женщины). Зарегистрировано 536 домашних хозяйств.
Этнический состав села:
| Национальность | Число жителей | Процентный состав |
| -------------- | ------------- | ----------------- |
| украинцы       | 1284          | 85.37             |
| молдаване      | 165           | 10.97             |
| русские        | 41            | 2.73              |
| гагаузы        | 8             | 0.53              |
| болгары        | 1             | 0.07              |
| прочие         | 5             | 0.33              |
| Всего          | 1504          | 100 %             |

## Известные уроженцы
- Лемстер, Моисей Шаевич (род. 1946) — еврейский поэт (идиш).